# رؤساء وزراء بلغاريا
هذه قائمة رؤساء حكومات الدولة البلغارية الحديثة، منذ تأسيس إمارة بلغاريا وحتى يومنا هذا.

## قائمة رؤساء الوزراء

### إمارة بلغاريا(1878–1908)
| No.                          | الصورة                       | الاسم (الميلاد–الوفاة)                                           | فترة الحكم                   | فترة الحكم                   | فترة الحكم                   | الحزب                           | الانتخابات                      | الحكومة                      |
| No.                          | الصورة                       | الاسم (الميلاد–الوفاة)                                           | استلم المنصب                 | ترك المنصب                   | المدة                        | الحزب                           | الانتخابات                      | الحكومة                      |
| رؤساء مجلس الوزراء 1879–1908 | رؤساء مجلس الوزراء 1879–1908 | رؤساء مجلس الوزراء 1879–1908                                     | رؤساء مجلس الوزراء 1879–1908 | رؤساء مجلس الوزراء 1879–1908 | رؤساء مجلس الوزراء 1879–1908 | رؤساء مجلس الوزراء 1879–1908    | رؤساء مجلس الوزراء 1879–1908    | رؤساء مجلس الوزراء 1879–1908 |
| ---------------------------- | ---------------------------- | ---------------------------------------------------------------- | ---------------------------- | ---------------------------- | ---------------------------- | ------------------------------- | ------------------------------- | ---------------------------- |
| 1                            |                              | تودور بورموف 1834–1906 (عاش: 72 سنة)                             | 17 يوليو 1879                | 6 ديسمبر 1879                | 142 أيام                     | حزب المحافظين                   | يونيو 1879                      | بورموف                       |
| 2                            |                              | الأسقف كليمنت برانيتسكي 1841–1901 (عاش: 60 سنة)                  | 6 ديسمبر 1879                | 7 أبريل 1880                 | 123 أيام                     | حزب المحافظين                   | —                               | كليمنت الأولى                |
| 3                            |                              | دراغان تسانكوف 1828–1911 (عاش: 82 سنة)                           | 7 أبريل 1880                 | 10 ديسمبر 1880               | 247 أيام                     | الحزب الديمقراطي                | سبتمبر 1879 1880                | دراغان تسانكوف الأولى        |
| 4                            |                              | بيتكو كارافيلوف 1843–1903 (عاش: 59 سنة)                          | 10 ديسمبر 1880               | 9 مايو 1881                  | 150 أيام                     | الحزب الديمقراطي                | يناير 1881                      | كارافيلوف الاولى             |
| 5                            |                              | يوهان إيرنروث 1833–1913 (عاش: 79 سنة)                            | 9 مايو 1881                  | 13 يوليو 1881                | 65 أيام                      | الجيش الإمبراطوري الروسي        | يونيو 1881                      | إيرنروث                      |
| —                            |                              | شاغر: نظام استبدادي للأمير ألكسندر الأول 1857–1893 (عاش: 36 سنة) | 13 يوليو 1881                | 5 يوليو 1882                 | 357 أيام                     | —                               | —                               | —                            |
| 6                            |                              | ليونيد سوبوليف 1844–1913 (عاش: 69 سنة)                           | 5 يوليو 1882                 | 19 سبتمبر 1883               | 1 سنة و76 أيام               | الجيش الإمبراطوري الروسي        | 1882                            | سوبوليف                      |
| (3)                          |                              | دراغان تسانكوف 1828–1911 (عاش: 82 سنة) المرة الثانية             | 19 سبتمبر 1883               | 11 يوليو 1884                | 296 أيام                     | الحزب الديمقراطي                | 1884                            | دراغان تسانكوف الثانية       |
| (3)                          | دراغان تسانكوف الثالثة       | دراغان تسانكوف 1828–1911 (عاش: 82 سنة) المرة الثانية             | 19 سبتمبر 1883               | 11 يوليو 1884                | 296 أيام                     | الحزب الديمقراطي                | 1884                            |                              |
| (4)                          |                              | بيتكو كارافيلوف 1843–1903 (عاش: 59 سنة) المرة الثانية            | 11 يوليو 1884                | 21 أغسطس 1886                | 2 سنوات و41 أيام             | الحزب الديمقراطي                | —                               | كارافيلوف الثانية            |
| (2)                          |                              | المطران كليمنت برانيتسكي 1841–1901 (عاش: 60 سنة) المرة الثانية   | 21 أغسطس 1886                | 24 أغسطس 1886                | 3 أيام                       | حزب المحافظين                   | —                               | كليمنت الثانية               |
| (4)                          |                              | بيتكو كارافيلوف 1843–1903 (عاش: 59 سنة) المرة الثالثة            | 24 أغسطس 1886                | 28 أغسطس 1886                | 4 أيام                       | الحزب الديمقراطي                | —                               | كارافيلوف الثالثة            |
| 7                            |                              | فاسيل رادوسلافوف 1854–1929 (عاش: 75 سنة)                         | 28 أغسطس 1886                | 10 يوليو 1887                | 316 أيام                     | الحزب الديمقراطي                | 1886                            | رادوسلافوف الاولى            |
| 8                            |                              | قسطنطين ستويلوف 1853–1901 (عاش: 47 سنة)                          | 10 يوليو 1887                | 1 سبتمبر 1887                | 53 أيام                      | حزب المحافظين                   | —                               | ستويلوف الأولى               |
| 9                            |                              | ستيفان ستامبولوف 1854–1895 (عاش: 41 سنة)                         | 1 سبتمبر 1887                | 31 مايو 1894                 | 6 سنوات و272 أيام            | الحزب الشعبي الليبرالي          | 1887 1890 أبريل 1893 يوليو 1893 | ستامبولوف                    |
| (8)                          |                              | كونستانتين ستويلوف 1853–1901 (عاش: 47 سنة) المرة الثانية         | 31 مايو 1894                 | 30 يناير 1899                | 4 سنوات و244 أيام            | حزب الشعب                       | 1894 1896                       | ستويلوف الثانية              |
| (8)                          | ستويلوف الثالثة              | كونستانتين ستويلوف 1853–1901 (عاش: 47 سنة) المرة الثانية         | 31 مايو 1894                 | 30 يناير 1899                | 4 سنوات و244 أيام            | حزب الشعب                       | 1894 1896                       |                              |
| 10                           |                              | ديميتار جريكوف 1847–1901 (عاش: 53 سنة)                           | 30 يناير 1899                | 13 أكتوبر 1899               | 256 أيام                     | الحزب الشعبي الليبرالي          | 1899                            | جريكوف                       |
| 11                           |                              | تودور إيفانتشوف 1858–1905 (عاش: 46 سنة)                          | 13 أكتوبر 1899               | 25 يناير 1901                | 1 سنة و104 أيام              | الحزب الليبرالي (الرادوسلافيين) | —                               | إيفانتشوف الأولى             |
| 11                           | إيفانتشوف الثانية            | تودور إيفانتشوف 1858–1905 (عاش: 46 سنة)                          | 13 أكتوبر 1899               | 25 يناير 1901                | 1 سنة و104 أيام              | الحزب الليبرالي (الرادوسلافيين) | —                               |                              |
| 12                           |                              | راتشو بيتروف 1861–1942 (عاش: 80 سنة)                             | 25 يناير 1901                | 5 مارس 1901                  | 39 أيام                      | مستقل                           | 1901                            | بيتروف الأولى                |
| (4)                          |                              | بيتكو كارافيلوف 1843–1903 (عاش: 59 سنة) المرة الرابعة            | 5 مارس 1901                  | 4 يناير 1902                 | 305 أيام                     | الحزب الديمقراطي                | —                               | كارافيلوف الرابعة            |
| 13                           |                              | ستويان دانيف 1858–1949 (عاش: 91 سنة)                             | 4 يناير 1902                 | 19 مايو 1903                 | 1 سنة و135 أيام              | الحزب الليبرالي التقدمي         | 1902                            | دانيف الأولى                 |
| 13                           | دانيف الثانية                | ستويان دانيف 1858–1949 (عاش: 91 سنة)                             | 4 يناير 1902                 | 19 مايو 1903                 | 1 سنة و135 أيام              | الحزب الليبرالي التقدمي         | 1902                            |                              |
| 13                           | دانيف الثالثة                | ستويان دانيف 1858–1949 (عاش: 91 سنة)                             | 4 يناير 1902                 | 19 مايو 1903                 | 1 سنة و135 أيام              | الحزب الليبرالي التقدمي         | 1902                            |                              |
| (12)                         |                              | راتشو بيتروف 1861–1942 (عاش: 80 سنة) المرة الثانية               | 19 مايو 1903                 | 5 نوفمبر 1906                | 3 سنوات و170 أيام            | مستقل                           | 1903                            | بيتروف الثانية               |
| 14                           |                              | ديميتار بيتكوف 1858–1907 (عاش: 48 سنة)                           | 5 نوفمبر 1906                | 11 مارس 1907 †               | 126 أيام                     | الحزب الشعبي الليبرالي          | —                               | بيتكوف                       |
| 15                           |                              | ديميتار ستانتشوف 1863–1940 (عاش: 76 سنة) بالوكالة                | 12 مارس 1907                 | 16 مارس 1907                 | 4 أيام                       | مستقل                           | —                               | ستانتشوف                     |
| 16                           |                              | بيتار جودف 1863–1932 (عاش: 68 سنة)                               | 16 مارس 1907                 | 29 يناير 1908                | 319 أيام                     | الحزب الشعبي الليبرالي          | —                               | جودف                         |
| 17                           |                              | ألكسندر مالينوف 1867–1938 (عاش: 70 سنة)                          | 29 يناير 1908                | 5 أكتوبر 1908                | 250 أيام                     | الحزب الديمقراطي                | 1908                            | مالينوف الأولى               |

### مملكة بلغاريا(1908–1946)
| No.                          | الصورة                       | الاسم (الميلاد–الوفاة)                                 | فترة الحكم                   | فترة الحكم                   | فترة الحكم                   | الحزب                           | الانتخابات                   | الحكومة                      |
| No.                          | الصورة                       | الاسم (الميلاد–الوفاة)                                 | استلم المنصب                 | ترك المنصب                   | المدة                        | الحزب                           | الانتخابات                   | الحكومة                      |
| رؤساء مجلس الوزراء 1908–1946 | رؤساء مجلس الوزراء 1908–1946 | رؤساء مجلس الوزراء 1908–1946                           | رؤساء مجلس الوزراء 1908–1946 | رؤساء مجلس الوزراء 1908–1946 | رؤساء مجلس الوزراء 1908–1946 | رؤساء مجلس الوزراء 1908–1946    | رؤساء مجلس الوزراء 1908–1946 | رؤساء مجلس الوزراء 1908–1946 |
| ---------------------------- | ---------------------------- | ------------------------------------------------------ | ---------------------------- | ---------------------------- | ---------------------------- | ------------------------------- | ---------------------------- | ---------------------------- |
| 17                           |                              | ألكسندر مالينوف 1867–1938 (عاش: 70 سنة)                | 5 أكتوبر 1908                | 29 مارس 1911                 | 2 سنوات و175 أيام            | الحزب الديمقراطي                | —                            | مالينوف الأولى               |
| 17                           | مالينوف الثانية              | ألكسندر مالينوف 1867–1938 (عاش: 70 سنة)                | 5 أكتوبر 1908                | 29 مارس 1911                 | 2 سنوات و175 أيام            | الحزب الديمقراطي                | —                            |                              |
| 18                           |                              | إيفان إفستراتييف جيشوف 1849–1924 (عاش: 75 سنة)         | 29 مارس 1911                 | 14 يونيو 1913                | 2 سنوات و77 أيام             | حزب الشعب                       | يونيو 1911 سبتمبر 1911       | جيشوف                        |
| (13)                         |                              | ستويان دانيف 1858–1949 (عاش: 91 سنة) المرة الثانية     | 14 يونيو 1913                | 17 يوليو 1913                | 33 أيام                      | الحزب الليبرالي التقدمي         | —                            | دانيف الرابعة                |
| (7)                          |                              | فاسيل رادوسلافوف 1854–1929 (عاش: 75 سنة) المرة الثانية | 17 يوليو 1913                | 21 يونيو 1918                | 4 سنوات و339 أيام            | الحزب الليبرالي (الرادوسلافيين) | 1913 1914                    | رادوسلافوف الثانية           |
| (7)                          | رادوسلافوف الثالثة           | فاسيل رادوسلافوف 1854–1929 (عاش: 75 سنة) المرة الثانية | 17 يوليو 1913                | 21 يونيو 1918                | 4 سنوات و339 أيام            | الحزب الليبرالي (الرادوسلافيين) | 1913 1914                    |                              |
| (17)                         |                              | ألكسندر مالينوف 1867–1938 (عاس: 70 سنة) المرة الثانية  | 21 يونيو 1918                | 28 نوفمبر 1918               | 160 أيام                     | الحزب الديمقراطي                | —                            | مالينوف الثالثة              |
| (17)                         | مالينوف الرابعة              | ألكسندر مالينوف 1867–1938 (عاس: 70 سنة) المرة الثانية  | 21 يونيو 1918                | 28 نوفمبر 1918               | 160 أيام                     | الحزب الديمقراطي                | —                            |                              |
| 19                           |                              | تيودور تيودوروف 1869–1924 (عاش: 55 سنة)                | 28 نوفمبر 1918               | 6 أكتوبر 1919                | 312 أيام                     | حزب الشعب                       | —                            | تيودوروف الأولى              |
| 19                           | تيودوروف الثانية             | تيودور تيودوروف 1869–1924 (عاش: 55 سنة)                | 28 نوفمبر 1918               | 6 أكتوبر 1919                | 312 أيام                     | حزب الشعب                       | —                            |                              |
| 20                           |                              | ألكسندر ستامبوليسكي 1879–1923 (عاش: 44 سنة)            | 6 أكتوبر 1919                | 9 يونيو 1923 (مخلوع)         | 3 سنوات و246 أيام            | الاتحاد الوطني الزراعي البلغاري | 1919 1920 أبريل 1923         | ستامبوليسكي الأولى           |
| 20                           | ستامبوليسكي الثانية          | ألكسندر ستامبوليسكي 1879–1923 (عاش: 44 سنة)            | 6 أكتوبر 1919                | 9 يونيو 1923 (مخلوع)         | 3 سنوات و246 أيام            | الاتحاد الوطني الزراعي البلغاري | 1919 1920 أبريل 1923         |                              |
| 21                           |                              | ألكسندر تسانكوف 1879–1959 (عاش: 80 سنة)                | 9 يونيو 1923                 | 4 يناير 1926                 | 2 سنوات و209 أيام            | التحالف الديمقراطي              | نوفمبر 1923                  | ألكسندر تسانكوف الأولى       |
| 21                           | ألكسندر تسانكوف الثانية      | ألكسندر تسانكوف 1879–1959 (عاش: 80 سنة)                | 9 يونيو 1923                 | 4 يناير 1926                 | 2 سنوات و209 أيام            | التحالف الديمقراطي              | نوفمبر 1923                  |                              |
| 22                           |                              | أندري ليابشيف 1866–1933 (عاش: 66 سنة)                  | 4 يناير 1926                 | 29 يونيو 1931                | 5 سنوات و176 أيام            | التحالف الديمقراطي              | 1927                         | ليابشيف الأولى               |
| 22                           | ليابشيف الثانية              | أندري ليابشيف 1866–1933 (عاش: 66 سنة)                  | 4 يناير 1926                 | 29 يونيو 1931                | 5 سنوات و176 أيام            | التحالف الديمقراطي              | 1927                         |                              |
| 22                           | ليابشيف الثالثة              | أندري ليابشيف 1866–1933 (عاش: 66 سنة)                  | 4 يناير 1926                 | 29 يونيو 1931                | 5 سنوات و176 أيام            | التحالف الديمقراطي              | 1927                         |                              |
| (17)                         |                              | ألكسندر مالينوف 1867–1938 (عاش: 70 سنة) المرة الثالثة  | 29 يونيو 1931                | 12 أكتوبر 1931               | 105 أيام                     | الحزب الديمقراطي                | 1931                         | مالينوف الرابعة              |
| 23                           |                              | نيكولا موشانوف 1872–1951 (عاش: 79 سنة)                 | 12 أكتوبر 1931               | 19 مايو 1934 (مخلوع)         | 2 سنوات و219 أيام            | الحزب الديمقراطي                | —                            | موشانوف الأولى               |
| 23                           | موشانوف الثانية              | نيكولا موشانوف 1872–1951 (عاش: 79 سنة)                 | 12 أكتوبر 1931               | 19 مايو 1934 (مخلوع)         | 2 سنوات و219 أيام            | الحزب الديمقراطي                | —                            |                              |
| 23                           | موشانوف الثالثة              | نيكولا موشانوف 1872–1951 (عاش: 79 سنة)                 | 12 أكتوبر 1931               | 19 مايو 1934 (مخلوع)         | 2 سنوات و219 أيام            | الحزب الديمقراطي                | —                            |                              |
| 24                           |                              | كيمون جورجيف 1882–1969 (عاش: 87 سنة)                   | 19 مايو 1934                 | 22 يناير 1935                | 1 سنة و187 أيام              | مستقل                           | —                            | جورجيف الأولى                |
| 25                           |                              | بنشو زلاتيف 1881–1948 (عاش: 66 سنة)                    | 22 يناير 1935                | 21 أبريل 1935                | 89 أيام                      | الجيش البلغاري                  | —                            | زلاتيف                       |
| 26                           |                              | أندريه توشيف 1867–1944 (عاش: 76 سنة)                   | 21 أبريل 1935                | 23 نوفمبر 1935               | 216 أيام                     | مستقل                           | —                            | توشيف                        |
| 27                           |                              | جورجي كيوسيفانوف 1884–1960 (عاش: 76 سنة)               | 23 نوفمبر 1935               | 16 فبراير 1940               | 4 سنوات و85 أيام             | مستقل                           | 1938 1939                    | كيوسيفانوف الأولى            |
| 27                           | كيوسيفانوف الثانية           | جورجي كيوسيفانوف 1884–1960 (عاش: 76 سنة)               | 23 نوفمبر 1935               | 16 فبراير 1940               | 4 سنوات و85 أيام             | مستقل                           | 1938 1939                    |                              |
| 27                           | كيوسيفانوف الثالثة           | جورجي كيوسيفانوف 1884–1960 (عاش: 76 سنة)               | 23 نوفمبر 1935               | 16 فبراير 1940               | 4 سنوات و85 أيام             | مستقل                           | 1938 1939                    |                              |
| 27                           | كيوسيفانوف الرابعة           | جورجي كيوسيفانوف 1884–1960 (عاش: 76 سنة)               | 23 نوفمبر 1935               | 16 فبراير 1940               | 4 سنوات و85 أيام             | مستقل                           | 1938 1939                    |                              |
| 28                           |                              | بوجدان فيلوف 1883–1945 (عاش: 61 سنة)                   | 16 فبراير 1940               | 9 سبتمبر 1943                | 3 سنوات و205 أيام            | مستقل                           | —                            | فيلوف الأولى                 |
| 28                           | فيلوف الثانية                | بوجدان فيلوف 1883–1945 (عاش: 61 سنة)                   | 16 فبراير 1940               | 9 سبتمبر 1943                | 3 سنوات و205 أيام            | مستقل                           | —                            |                              |
| —                            |                              | بيتار جابروفسكي 1898–1945 (عاش: 46 سنة) بالوكالة       | 9 سبتمبر 1943                | 14 سبتمبر 1943               | 5 أيام                       | مستقل                           | —                            | جابروفسكي الثانية            |
| 29                           |                              | دوبري بوزيلوف 1884–1945 (عاش: 60 سنة)                  | 14 سبتمبر 1943               | 1 يونيو 1944                 | 261 أيام                     | مستقل                           | —                            | بوزيلوف                      |
| 30                           |                              | إيفان إيفانوف باجريانوف 1891–1945 (عاش: 53 سنة)        | 1 يونيو 1944                 | 2 سبتمبر 1944                | 93 أيام                      | مستقل                           | —                            | باجريانوف                    |
| 31                           |                              | كونستانتين مورافييف 1893–1965 (عاش: 71 سنة)            | 2 سبتمبر 1944                | 9 سبتمبر 1944 (مخلوع)        | 7 أيام                       | الاتحاد الوطني الزراعي البلغاري | —                            | مورافييف                     |
| (24)                         |                              | كيمون جورجيف 1882–1969 (عاش: 87 سنة) المرة الثانية     | 9 سبتمبر 1944                | 15 سبتمبر 1946               | 2 سنوات و6 أيام              | زفينو                           | 1945                         | جورجيف الثانية               |
| (24)                         | جورجيف الثالثة               | كيمون جورجيف 1882–1969 (عاش: 87 سنة) المرة الثانية     | 9 سبتمبر 1944                | 15 سبتمبر 1946               | 2 سنوات و6 أيام              | زفينو                           | 1945                         |                              |

### جمهورية بلغاريا الشعبية(1946–1990)
| No.  | الصورة                   | الاسم (الميلاد–الوفاة)                             | فترة الحكم                               | فترة الحكم      | فترة الحكم        | الحزب                  | الانتخابات | الحكومة         |
| No.  | الصورة                   | الاسم (الميلاد–الوفاة)                             | استلم المنصب                             | ترك المنصب      | المدة             | الحزب                  | الانتخابات | الحكومة         |
| ---- | ------------------------ | -------------------------------------------------- | ---------------------------------------- | --------------- | ----------------- | ---------------------- | ---------- | --------------- |
| (24) |                          | كيمون جورجيف 1882–1969 (عاش: 87 سنة) المرة الثانية | 15 سبتمبر 1946                           | 23 نوفمبر 1946  | 69 أيام           | زفينو                  | —          | جورجيف الثالثة  |
| 32   |                          | جيورجي ديميتروف 1882–1949 (عاش: 67 سنة)            | 23 نوفمبر 1946                           | 2 يوليو 1949 †  | 2 سنوات و221 أيام | الحزب الشيوعي البلغاري | 1946       | ديميتروف الأولى |
| 32   | ديميتروف الثانية         | جيورجي ديميتروف 1882–1949 (عاش: 67 سنة)            | 23 نوفمبر 1946                           | 2 يوليو 1949 †  | 2 سنوات و221 أيام | الحزب الشيوعي البلغاري | 1946       |                 |
| 33   |                          | فاسيل كولاروف 1877–1950 (عاش: 72 سنة               | 2 يوليو 1949 بالوكالة حتى 20 يوليو 1949  | 23 يناير 1950 † | 205 أيام          | الحزب الشيوعي البلغاري | 1949       | كولاروف الأولى  |
| 33   | كولاروف الثانية          | فاسيل كولاروف 1877–1950 (عاش: 72 سنة               | 2 يوليو 1949 بالوكالة حتى 20 يوليو 1949  | 23 يناير 1950 † | 205 أيام          | الحزب الشيوعي البلغاري | 1949       |                 |
| 34   |                          | فالكو تشيرفينكوف 1900–1980 (عاش: 80 سنة)           | 23 يناير 1950 بالوكالة حتى 3 فبراير 1950 | 17 أبريل 1956   | 6 سنوات و85 أيام  | الحزب الشيوعي البلغاري | 1953       | تشيرفينكوف      |
| 35   |                          | أنطون يوغوف 1904–1991 (عاش: 86 سنة)                | 17 أبريل 1956                            | 19 نوفمبر 1962  | 6 سنوات و216 أيام | الحزب الشيوعي البلغاري | 1957       | يوغوف الأولى    |
| 35   | يوغوف الثانية            | أنطون يوغوف 1904–1991 (عاش: 86 سنة)                | 17 أبريل 1956                            | 19 نوفمبر 1962  | 6 سنوات و216 أيام | الحزب الشيوعي البلغاري | 1957       |                 |
| 35   | يوغوف الثالثة            | أنطون يوغوف 1904–1991 (عاش: 86 سنة)                | 17 أبريل 1956                            | 19 نوفمبر 1962  | 6 سنوات و216 أيام | الحزب الشيوعي البلغاري | 1957       |                 |
| 36   |                          | تودور جيفكوف 1911–1998 (عاش: 86 سنة)               | 19 نوفمبر 1962                           | 7 يوليو 1971    | 8 سنوات و230 أيام | الحزب الشيوعي البلغاري | 1962 1966  | جيفكوف الأولى   |
| 36   | جيفكوف الثانية           | تودور جيفكوف 1911–1998 (عاش: 86 سنة)               | 19 نوفمبر 1962                           | 7 يوليو 1971    | 8 سنوات و230 أيام | الحزب الشيوعي البلغاري | 1962 1966  |                 |
| 37   |                          | ستانكو تودوروف 1920–1996 (عاش: 76 سنة)             | 7 يوليو 1971                             | 16 يونيو 1981   | 9 سنوات و344 أيام | الحزب الشيوعي البلغاري | 1971 1976  | تودوروف الأولى  |
| 37   | تودوروف الثانية          | ستانكو تودوروف 1920–1996 (عاش: 76 سنة)             | 7 يوليو 1971                             | 16 يونيو 1981   | 9 سنوات و344 أيام | الحزب الشيوعي البلغاري | 1971 1976  |                 |
| 38   |                          | جريشا فيليبوف 1919–1994 (عاش: 75 سنة)              | 16 يونيو 1981                            | 21 مارس 1986    | 4 سنوات و278 أيام | الحزب الشيوعي البلغاري | 1981       | فيليبوف         |
| 39   |                          | جورجي أتاناسوف ولد 1933 (عاش 91 سنة)               | 21 مارس 1986                             | 3 فبراير 1990   | 3 سنوات و319 أيام | الحزب الشيوعي البلغاري | 1986       | أتاناسوف        |
| 40   |                          | أندري لوكانوف 1938–1996 (عاش: 58 سنة)              | 3 فبراير 1990                            | 15 نوفمبر 1990  | 285 أيام          | الحزب الشيوعي البلغاري | —          | لوكانوف الأولى  |
| (40) | الحزب الاشتراكي البلغاري | أندري لوكانوف 1938–1996 (عاش: 58 سنة)              | 3 فبراير 1990                            | 15 نوفمبر 1990  | 285 أيام          | لوكانوف الثانية        | —          |                 |

### جمهورية بلغاريا(1990–الآن)
| No.                          | الصورة                       | الاسم (الميلاد–الوفاة)                               | فترة الحكم                   | فترة الحكم                   | فترة الحكم                   | الحزب                                       | الانتخابات                   | الحكومة                      |
| No.                          | الصورة                       | الاسم (الميلاد–الوفاة)                               | استلم المنصب                 | ترك المنصب                   | المدة                        | الحزب                                       | الانتخابات                   | الحكومة                      |
| رؤساء مجلس الوزراء 1990–1991 | رؤساء مجلس الوزراء 1990–1991 | رؤساء مجلس الوزراء 1990–1991                         | رؤساء مجلس الوزراء 1990–1991 | رؤساء مجلس الوزراء 1990–1991 | رؤساء مجلس الوزراء 1990–1991 | رؤساء مجلس الوزراء 1990–1991                | رؤساء مجلس الوزراء 1990–1991 | رؤساء مجلس الوزراء 1990–1991 |
| ---------------------------- | ---------------------------- | ---------------------------------------------------- | ---------------------------- | ---------------------------- | ---------------------------- | ------------------------------------------- | ---------------------------- | ---------------------------- |
| (40)                         |                              | أندري لوكانوف 1938–1996 (عاش: 58 سنة)                | 15 نوفمبر 1990               | 7 ديسمبر 1990                | 22 أيام                      | الحزب الاشتراكي البلغاري                    | —                            | لوكانوف الثانية              |
| 41                           |                              | ديميتار بوبوف 1927–2015 (عاش: 88 سنة)                | 7 ديسمبر 1990                | 8 نوفمبر 1991                | 336 أيام                     | مستقل                                       | 1990                         | بوبوف                        |
| رؤساء الوزراء 1991–الآن      |                              |                                                      |                              |                              |                              |                                             |                              |                              |
| 42                           |                              | فيليب ديميتروف ولد 1955 (عاش 70 سنة)                 | 8 نوفمبر 1991                | 30 ديسمبر 1992               | 1 سنة و52 أيام               | اتحاد القوى الديمقراطية                     | 1991                         | ديميتروف                     |
| 43                           |                              | ليوبين بيروف 1925–2006 (عاش 81 سنة)                  | 30 ديسمبر 1992               | 17 أكتوبر 1994               | 1 سنة و291 أيام              | مستقل تدعمه حركة الحقوق والحريات            | —                            | بيروف                        |
| 44                           |                              | رينيتا إندزهوفا ولد 1953 (71 سنة)                    | 17 أكتوبر 1994               | 25 يناير 1995                | 100 أيام                     | مستقل                                       | —                            | إندزهوفا                     |
| 45                           |                              | زان فيدينوف ولد 1959 (66 سنة)                        | 25 يناير 1995                | 13 فبراير 1997               | 2 سنوات و19 أيام             | الحزب الاشتراكي البلغاري                    | 1994                         | فيدينوف                      |
| 46                           |                              | ستيفان سوفيانسكي ولد 1951 (73 سنة)                   | 13 فبراير 1997               | 21 مايو 1997                 | 97 أيام                      | اتحاد القوى الديمقراطية                     | —                            | سوفيانسكي                    |
| 47                           |                              | إيفان كوستوف ولد 1949 (75 سنة)                       | 21 مايو 1997                 | 24 يوليو 2001                | 4 سنوات و64 أيام             | اتحاد القوى الديمقراطية                     | 1997                         | كوستوف                       |
| 48                           |                              | سيميون الثاني ولد 1937 (87 سنة)                      | 24 يوليو 2001                | 17 أغسطس 2005                | 4 سنوات و24 أيام             | الحركة الوطنية للاستقرار والتقدم            | 2001                         | ساسكوبورجوتسكي               |
| 49                           |                              | سيرجي ستانيشيف ولد 1966 (59 سنة)                     | 17 أغسطس 2005                | 27 يوليو 2009                | 3 سنوات و344 أيام            | الحزب الاشتراكي البلغاري                    | 2005                         | ستانيشيف                     |
| 50                           |                              | بويكو بوريسوف ولد 1959 (65 سنة)                      | 27 يوليو 2009                | 13 مارس 2013                 | 3 سنوات و229 أيام            | مواطنون من أجل التنمية الأوروبية في بلغاريا | 2009                         | بوريسوف الأولى               |
| 51                           |                              | مارين رايكوف ولد 1960 (64 سنة)                       | 13 مارس 2013                 | 29 مايو 2013                 | 77 أيام                      | مستقل                                       | —                            | رايكوف                       |
| 52                           |                              | بلامين أوريشارسكي ولد 1960 (65 سنة)                  | 29 مايو 2013                 | 6 أغسطس 2014                 | 1 سنة و69 أيام               | مستقل يدعمه الحزب الاشتراكي البلغاري        | 2013                         | أوريشارسكي                   |
| 53                           |                              | جورجي بليزناشكي ولد 1956 (68 سنة)                    | 6 أغسطس 2014                 | 7 نوفمبر 2014                | 93 أيام                      | مستقل                                       | —                            | بليزناشكي                    |
| (50)                         |                              | بويكو بوريسوف ولد 1959 (65 سنة) المرة الثانية        | 7 نوفمبر 2014                | 27 يناير 2017                | 2 سنوات و81 أيام             | مواطنون من أجل التنمية الأوروبية في بلغاريا | 2014                         | بوريسوف الثانية              |
| 54                           |                              | أوغنيان غيردجيكوف ولد 1946 (79 سنة)                  | 27 يناير 2017                | 4 مايو 2017                  | 97 أيام                      | مستقل                                       | —                            | غيردجيكوف                    |
| (50)                         |                              | بويكو بوريسوف ولد 1959 (65 سنة) المرة الثالثة        | 4 مايو 2017                  | 12 مايو 2021                 | 4 سنوات و8 أيام              | مواطنون من أجل التنمية الأوروبية في بلغاريا | 2017                         | بوريسوف الثانية              |
| 55                           |                              | ستيفان يانيف ولد 1960 (65 سنة)                       | 12 مايو 2021                 | 13 ديسمبر 2021               | 215 أيام                     | مستقل                                       | أبريل 2021 يوليو 2021        | يانيف الأولى                 |
| 55                           | يانيف الثانية                | ستيفان يانيف ولد 1960 (65 سنة)                       | 12 مايو 2021                 | 13 ديسمبر 2021               | 215 أيام                     | مستقل                                       | أبريل 2021 يوليو 2021        |                              |
| 56                           |                              | كيريل بيتكوف عاش 1980 (عاش 45 سنة)                   | 13 ديسمبر 2021               | 1 أغسطس 2022                 | 231 أيام                     | نحن نواصل التغيير                           | نوفمبر 2021                  | Petkov                       |
| 57                           |                              | Galab Donev عاش 1967 (عاش 58 سنة)                    | 2 أغسطس 2022                 | 6 يونيو 2023                 | 308 أيام                     | مستقل                                       | — 2022                       | Donev I-II                   |
| 58                           |                              | نيكولاي دينكوف عاش 1962 (عاش 62 سنة)                 | 6 يونيو 2023                 | 9 أبريل 2024                 | 308 أيام                     | نحن نواصل التغيير                           | 2023                         | Denkov                       |
| 59                           |                              | Dimitar Glavchev عاش 1963 (عاش 61 سنة) قائم بالأعمال | 9 أبريل 2024                 | في المنصب                    | 1 سنة و36 أيام               | مستقل                                       | — يونيو 2024                 | Glavchev I-II                |